# Fotomultiplicador

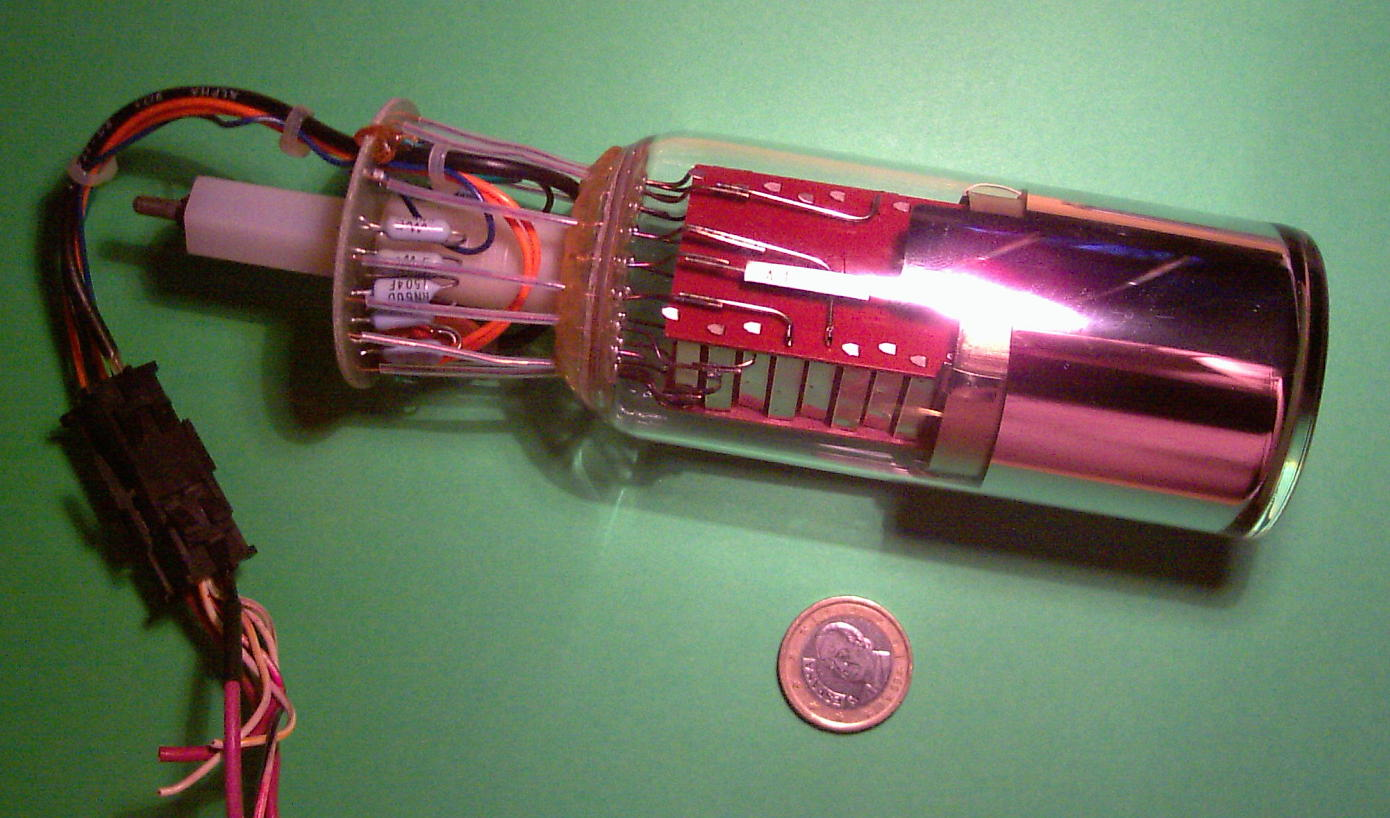
Fotomultiplicador de persiana veneciana (RCA).

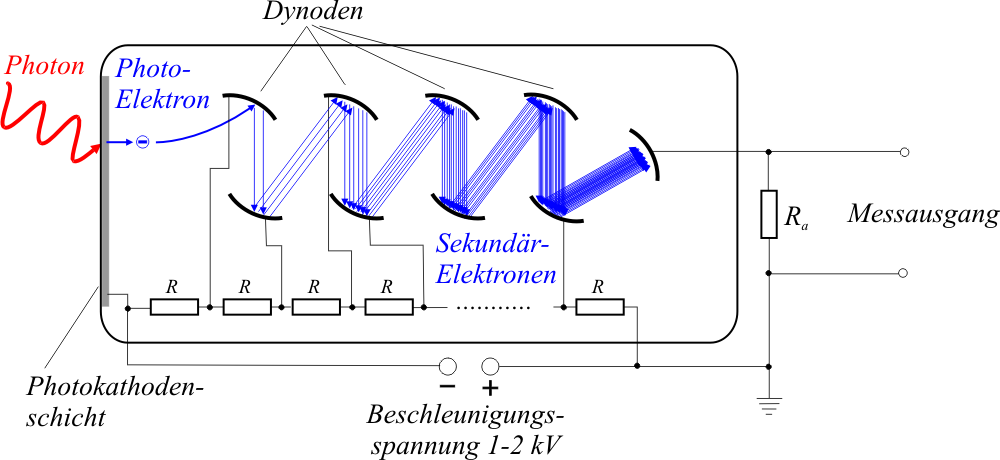
Esquema de funcionamiento.

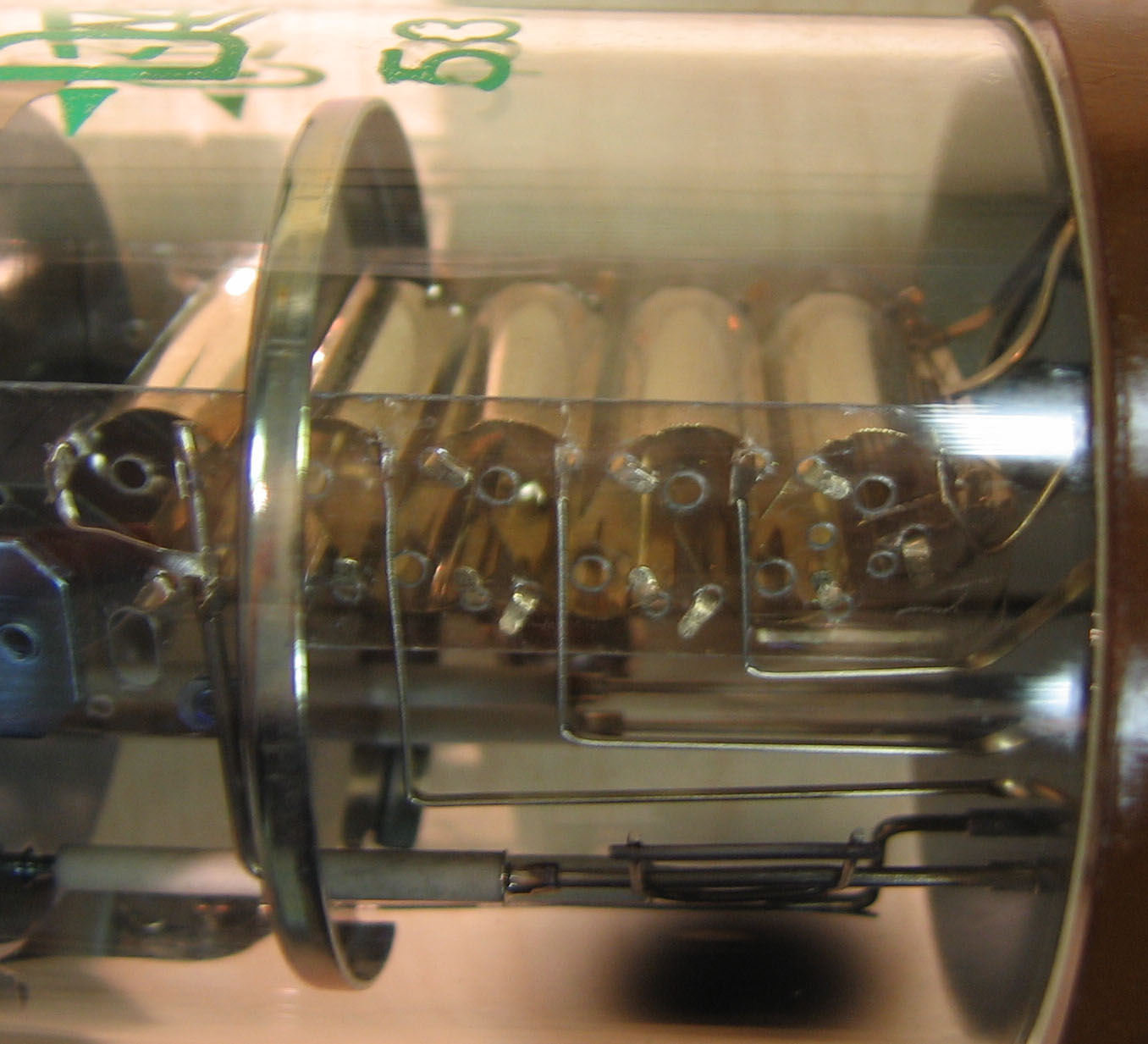
Detalle de los dinodos.

Se llama fotomultiplicador, tubo fotomultiplicador o por sus siglas en inglés PMT (Photo Multiplier Tube) a un tipo de detector óptico de vacío que aprovecha el efecto de emisión secundaria de electrones para responder a niveles muy bajos de iluminación, manteniendo un nivel de ruido aceptable. Con la llegada de los dispositivos de carga acoplada y su gran eficiencia cuántica, los fotomultiplicadores han visto reducirse grandemente sus aplicaciones, quedando prácticamente reducidas a los detectores de partículas, basados en la radiación de Cherenkov.
Un fotomultiplicador está compuesto de un fotocátodo, que emite electrones cuando sobre él inciden fotones de energía adecuada. Un campo eléctrico acelera estos electrones y los dirige hacia un ánodo, que en estos tubos recibe el nombre de dínodo. La energía de los electrones incidentes provoca la emisión un número mayor de electrones secundarios que son dirigidos hacia un segundo dínodo. El número de dínodos y su disposición varía con el modelo de fotomultiplicador.

## Elementos
Un tubo fotomultiplicador consiste de un cátodo fotoemisivo (fotocátodo), consistente de metales alcalinos con funciones de trabajo bajas, seguido de electrodos enfocadores.
Además del cátodo fotoemisor el tubo contiene una serie de electrodos recubiertos llamados dínodos cada uno sometido a un potencial (50−100 voltios) más positivo que el precedente. El cátodo está recubierto con una superficie fotoemisora como la utilizada en los fototubos. Los dínodos están recubiertos con compuestos como BeO, CsSb que desprenden varios electrones cuando son bombardeados con electrones de alta energía. Cada dínodo está configurado para enfocar los electrones emitidos hacia el dínodo siguiente.
Por último, posee un colector de electrones (ánodo) en un tubo al vacío.

## Funcionamiento
Cuando la luz entra al fotocátodo, este convierte la energía de la luz incidente en fotoelectrones emitidos al vacío, los cuales son enfocados hacia los dínodos, donde son multiplicados en un proceso de emisión secundaria. Al final, la señal de salida se obtiene en el ánodo. La eficiencia en la conversión o sensibilidad del cátodo, varía con la longitud de onda de la luz incidente. La relación entre la sensibilidad del cátodo y la longitud de onda se llama respuesta espectral característica.
Debido a la mencionada emisión secundaria de cada dínodo, el tubo fotomultiplicador tiene una alta sensibilidad y un bajo ruido.

### Tipos de fotomultiplicadores
- Tipo frontal. Tiene un fotocátodo semitransparente el cual es un fotocátodo del tipo transmisor, que permite tener mejor uniformidad que el tipo lateral. La disposición frontal permite barrer áreas en un rango definido por el tamaño del tubo fotomultiplicador.
- Tipo lateral. Los fotomultiplicadores laterales emplean un fotocátodo opaco o sea un fotocátodo del tipo reflector y una estructura de jaula circular para los dínodos, lo que ofrece buena sensibilidad y amplificación con un voltaje de alimentación relativamente bajo. Usados generalmente en espectrofotometría y sistemas fotométricos en general, reciben la luz incidente por un lado del tubo de vidrio. Las ventajas son su relativo bajo costo.
- Otros tipos. Se pueden hacer combinaciones de los dos fotomultiplicadores arriba mencionados para mejorar, por ejemplo, la recepción angular de luz, necesaria para experimentos de física de altas energías

### Arreglo de los dínodos
Un dínodo conforma el sistema de multiplicación de electrones. La gran sensibilidad de los tubos fotomultiplicadores (consiste en amplificación de corriente y relación señal ruido altas) es debida al uso de tal sistema, que permite el proceso de emisión secundaria.
- Tipo jaula circular. Usado generalmente en los fotomultiplicadores laterales, se caracteriza por optimizar el espacio, respuesta rápida y alta ganancia obtenida con un suministro de voltaje relativamente bajo
- Tipo caja y rejilla. Es una sucesión de cuartas partes de dínodos cilíndricos. Se usa en fotomultiplicadores frontales debido a la eficiencia en la recolección de electrones y a su uniformidad.
- Tipo linealmente centrado. Lo caracteriza su respuesta rápida en tiempo y la linealidad de pulso, además de ofrecer una corriente de salida grande.
- Tipo persiana veneciana. Cada dinodo está formado por láminas paralelas inclinadas 45° con respecto al eje del tubo. Usado en tubos con áreas fotocatódicas grandes y cuando no es prioridad la respuesta en tiempo del tubo fotomultiplicador.
- Otros tipos. Además de los mencionados existen el tipo malla, el tipo placa de microcanal y el tipo canal metálico, y combinaciones diversas. Los dos primeros ofrecen resistencia a los campos eléctricos.

## Factores que afectan el desempeño
- Divisores de voltaje. El voltaje suministrado a cada dínodo es llevado a cabo por una base divisora de voltaje o red resistiva ya que consiste en resistencias conectadas en serie.
- Corriente oscura del ánodo